# Александър Тирнанич
Александър Тирнанич (на сръбски: Александар Тирнанић или Aleksandar Tirnanić) е югославски футболист, нападател.

## Кариера
Цялата си кариера прекарва в отбора на БСК. Част от Световната купа през 1930 г. (като играч), 1954 и 1958 г. (като треньор).
Води югославския национален отбор на първото европейско първенство по футбол през 1960 г. (заедно с Любомир Ловрич и Драгомир Николич).
Първият му гол за националния отбор на Югославия е отбелязан на световното първенство (14 юли 1930 г., Югославия - Бразилия 2:1) в деня, в който той навършва 20 години и така става един от най-младите играчи във финалите на световното първенство.